# Saint-Norbert
Saint-Norbert es un municipio parroquial canadiense situado en la provincia de Quebec.

## Superficie
Saint-Norbert tiene una superficie de 74,6 km².

## Demografía
En 2021, tenía 1060 habitantes, una densidad poblacional de 14,2 hab./km², y 487 viviendas.